# يوجين بي بيكنل
يوجين بي بيكنل (بالإنجليزية: Eugene Pintard Bicknell)‏ هو عالم حيوانات وعالم طيور وعالم نبات أمريكي، ولد في 23 سبتمبر 1859 في Riverdale, Bronx ‏ في الولايات المتحدة، وتوفي في 9 فبراير 1925 في لونغ آيلند في الولايات المتحدة.